# 遠黴素
遠黴素（telomycin），無定形灰色固體。旋光度-133°(c=1，甲醇/水,2：1)。 pH值3.0～3.3時水溶解度4mg/mlpH>8.5時為150mg/mL。溶於甲醇，難溶於丙酮。小鼠口服LD50>1000mg/kg。自鏈黴菌屬分離的多肽抗生素。 